# Lasnična zanka
Lasnična zanka je sekundarni strukturni element v enoverižni DNK ali pogosteje RNK, ki nastane s parjenjem komplementarnih baz. Najpogosteje se nahajajo v molekulah sporočilne RNK, v strukturi tRNK pa se praviloma nahajajo 3 lasnične zanke, ki dajejo molekuli tRNK videz triperesne deteljice.

## Primer tvrobe
Naslednje palindromsko zaporedje v RNK:
```
---CCTGCXXXXXXXGCAGG---
```

lahko tvori lasnično zanko na naslednji način:
```
---C G---
   C G
   T A
   G C
   C G
   X X
  X   X
   X X
    X
```